# Jürgen von der Lippe
Jürgen von der Lippe (eredeti nevén Hans-Jürgen Dohrenkamp) (Bad Salzuflen, 1948. június 8. –) német zenész, műsorvezető, színész és humorista.

## Élete
Jürgen von der Lippe Aachen városában nőtt fel, ahol katolikus ministráns is volt. Az érettségit követően német nyelv és irodalmat, filozófiát és nyelvészetet tanult Aachenben és Berlinben, ám tanulmányait nem fejezte be.
1976-ban megalakította a Gebrüder Blattschuss nevű együttest, amelynek 1979-ig volt tagja. Ezt követően sikeres televíziós karriert futott be különböző műsorok házigazdájaként, műsorvezetőjeként és szereplőjeként (Donnerlippchen, Geld oder Liebe, Hast Du Worte?, Blind Dinner, Wer zuletzt lacht).
2006 és 2007 között az Extreme Activity című műsort vezette a ProSieben elnevezésű kereskedelmi csatornán, majd 2008 óta a Comedy Central Deutschland adón a Frag den Lippe című műsor fűződik a nevéhez.

## Lemezek
- 1977: Sing was Süßes
- 1978: Nicht am Bär packen!
- 1979: Extra Drei
- 1980: Zwischen allen Stühlen
- 1982: Kenn'Se den?
- 1983: Ein Mann Show
- 1985: Teuflisch gut!
- 1987: Guten Morgen, Liebe Sorgen
- 1989: Is was
- 1990: Humor ist Humor
- 1992: König der City
- 1995: Der Blumenmann
- 1998: Männer, Frauen, Vegetarier
- 1999: Die andere Seite
- 2001: Große Männer
- 2001: So bin ich
- 2004: Alles was ich liebe
- 2008: Das Beste aus 30 Jahren
- 2009: Der witzigste Vorleseabend der Welt
- 2010: Verkehrte Welt: Inszenierte Lesung
- 2011: So geht's